# Pleuragramma antarctica
L'aringa antartica (Pleuragramma antarctica Boulenger, 1902) è un pesce perciforme della famiglia dei nototenidi. È una specie chiave nell'ecosistema dell'oceano Antartico.

## Descrizione
Generalmente misura circa quindici centimetri di lunghezza, ma alcuni esemplari possono crescere fino a venticinque centimetri. Presenta una colorazione rosa dai riflessi argentei, ma diventa color argento dopo la morte. Specie pelagica antartica, è una delle numerose specie della regione che producono un enzima anticongelante come adattamento contro il freddo estremo delle acque antartiche.

## Ecologia
Le aringhe antartiche costituiscono una preda importante per animali come il pinguino di Adelia (Pygoscelis adeliae) e la foca di Weddell (Leptonychotes weddellii). Seppur distribuita ampiamente attorno alla regione antartica, la specie sembra essere scomparsa lungo gran parte del versante occidentale della penisola Antartica, secondo quanto riferito dagli studiosi di un viaggio di ricerca effettuato nel 2010 e finanziato dalla National Science Foundation ai termini del programma antartico statunitense.